# Dolichoderus intermedius
Dolichoderus intermedius är en myrart som beskrevs av Mackay 1993. Dolichoderus intermedius ingår i släktet Dolichoderus och familjen myror. Inga underarter finns listade i Catalogue of Life.